# Gabriela Gąsior
Gabriela Gąsior (z domu Rudawska, ur. 14 marca 1986 w Przemyślu) – polska piosenkarka.

## Życiorys
Naukę śpiewu rozpoczęła w wieku 6 lat. Absolwentka Państwowej Szkoły Muzycznej I i II st. im. Artura Malawskiego w Przemyślu. Karierę wokalną rozpoczęła w 2000, specjalizując się w muzyce gospel. Była współzałożycielką, chórzystką, solistką, a także dyrygentką Przemyskiego Chóru Gospel, który koncertował w Polsce, Niemczech i Danii wraz z zaproszonymi wykonawcami, m.in. Ewą Urygą, Markiem Bałatą, Grażyną Łobaszewską, Ruth Waldron, Juniorem Robinsonem i Davidem Danielem. W 2003 została laureatką Nagrody Głównej oraz Nagrody Specjalnej za „szczególną wrażliwość wykonania utworów” podczas 2nd Opole Gospel Festival w Opolu. W 2010 ukończyła z wyróżnieniem Wydział Jazzu i Muzyki Rozrywkowej Akademii Muzycznej im. Karola Szymanowskiego w Katowicach, w klasie śpiewu jazzowego.
Od 2008 udziela się jako nauczyciel śpiewu i instruktor wokalny. Organizuje i prowadzi warsztaty muzyki gospel. W 2010 jako trener wokalny prowadziła drużynę Łukasza i Pawła Golców w telewizyjnym show muzycznym TVP2 „Bitwa na głosy”. Poza własną działalnością pisze teksty i aranżacje wokalne również dla innych artystów, m.in. Beaty Bednarz, Andrzeja Lamperta i Golec uOrkiestry.
W 2006 gościnnie wystąpiła (jako solistka) na płycie czarnoskórego chóru gospel z Londynu „The People’s Christian Fellowship Choir”. W 2014 wystąpiła w koncercie „Superdebiuty 2014” podczas 51. Festiwalu Piosenki Krajowej w Opolu, wykonując utwór Czesława Niemena „Obok nas”. W 2016 podczas Światowych Dni Młodzieży w Krakowie dyrygowała 300-osobowym chórem podczas Koncertu uwielbieniowego „Wierzę w Boże Miłosierdzie” oraz wykonała również swój autorski utwór „Słudzy Pańscy, chwalcie Pana”.
Współtworzy dwa autorskie projekty: Gabriela Gąsior i Holy Noiz (od 2007) oraz duet GGDuo, z mężem Wojciechem Gąsiorem.

## Dyskografia[3]
1. 2012 – Gabriela Gąsior "Dzisiaj Niebo Jest Tu"
2. 2014 – Gabriela Gąsior & Holy Noiz "Bez Ciebie nie ma mnie"
3. 2015 – Gabriela Gąsior & Holy Noiz "Narodził się Jedyny Król"[4]
4. 2016 – Gabi Gąsior & Holy Noiz "You Make Me Who I Am"